# 1198 Atlantis
För andra betydelser, se Atlantis (olika betydelser).
1198 Atlantis är en asteroid i huvudbältet som upptäcktes den 7 september 1931 av den tyske astronomen Karl Wilhelm Reinmuth. Asteroidens preliminära beteckning var 1931 RA. Asteroiden fick sedan namn efter den sagoomspunna kontinenten Atlantis.
Den korsar Mars omloppsbana.
Atlantis senaste periheliepassage skedde den 8 november 2022.